# 黑猫 (夜总会)

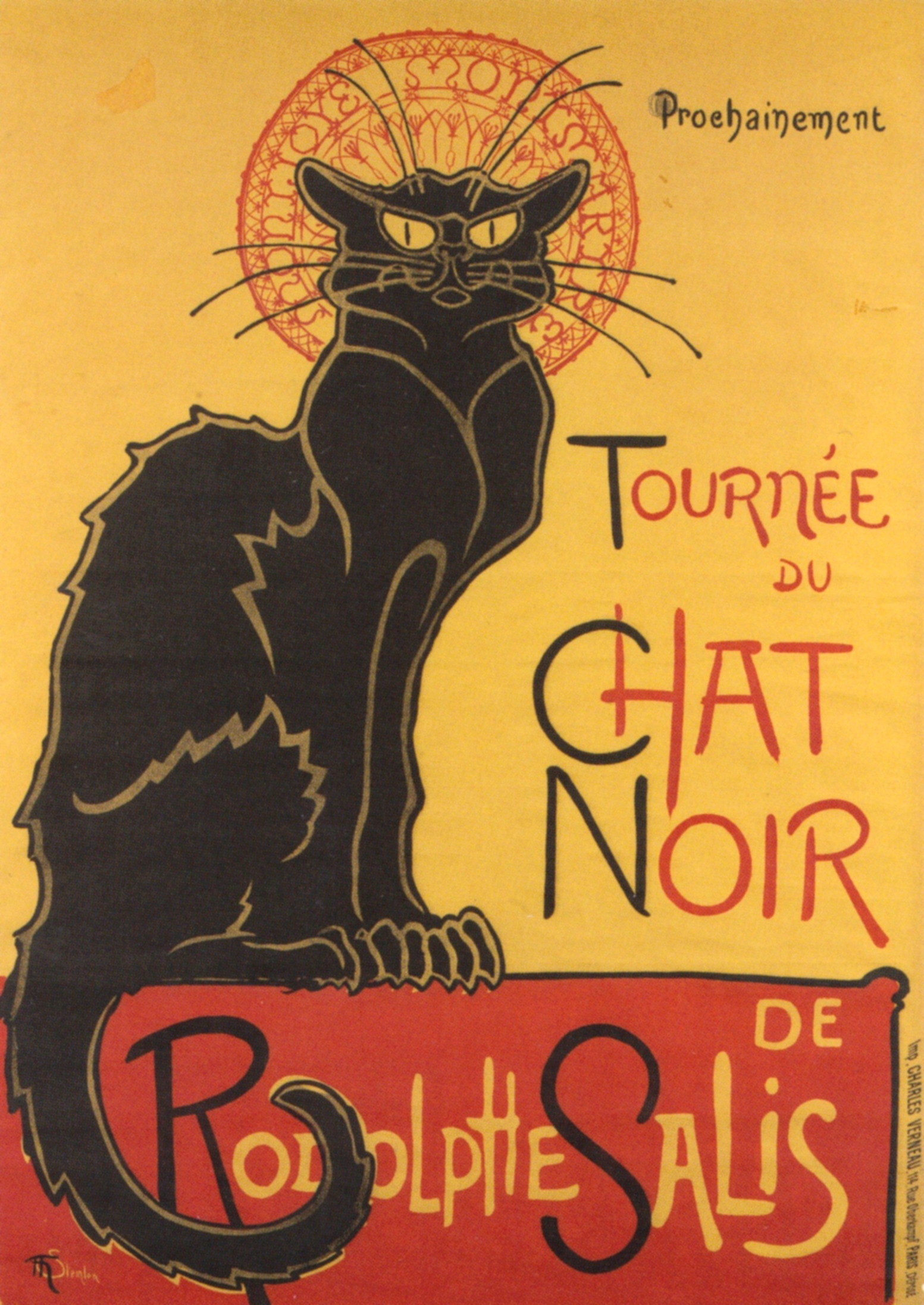
黑猫海报，1896年, 135.9 x 95.9 cm，藏于新泽西州立大学

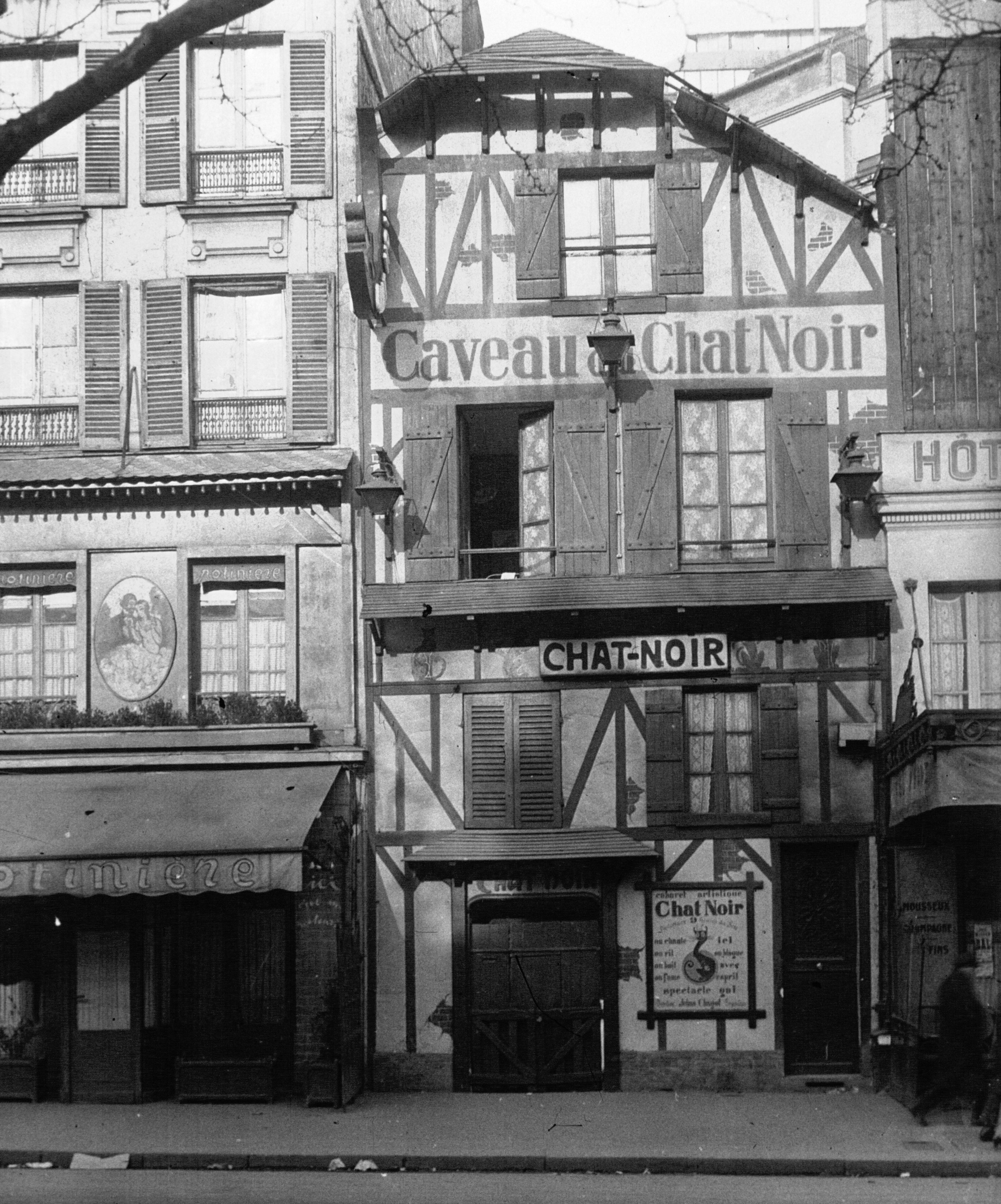
黑猫, 1929

黑猫（法語：Le Chat Noir）是19世纪巴黎著名的卡巴莱夜总会，位于波希米亚风格的蒙马特区。它于1881年11月18日在Rouchechouart大道84号开业，由艺术家鲁道夫·萨利斯开办，1897年关闭。这让1900年巴黎博览会时赶来看它的毕加索等人大为失望。它的模仿者包括圣彼得堡的流浪狗和巴塞罗那的四只猫。 
黑猫是一个热闹的夜总会 - 部分由于艺术家沙龙，部分由于粗暴的音乐厅，还有部分原因是非法钢琴，并且还出版自己的黑猫杂志。
萨利斯说：“黑猫是世界上最非凡的卡巴莱。你与巴黎最有名的人靠着肩膀，在这里会见来自世界每一个角落的外国人。”

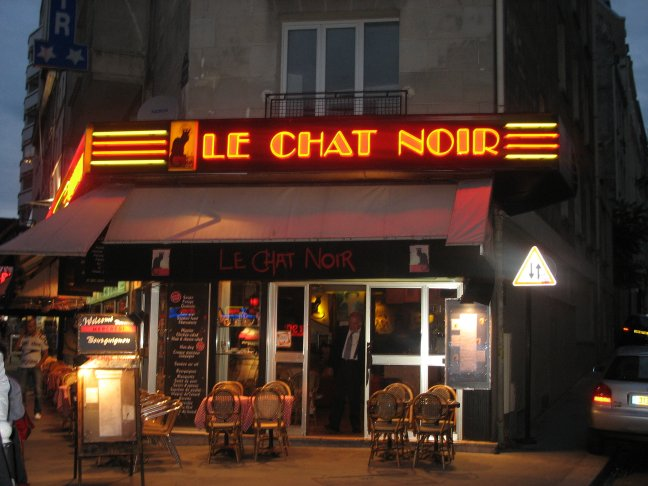
今日的黑猫

光顾黑猫最著名的客人包括保尔·魏尔伦、克劳德·德彪西、埃里克·萨蒂、阿尔贝·萨曼、保罗·希涅克和奥古斯特·斯特林堡。